# سطح مقطع نوری
سطح مقطع نوری (اوسی‌اِس) (به انگلیسی: Optical cross section) (اختصاری OCS) مقداری است که حداکثر میزان شار نوری تابیده به منبع را توصیف می‌کند. یکای اندازه‌گیری استاندارد m2/sr است. اوسی‌اِس به هندسه و بازتابندگی در طول‌موج خاص از یک جسم وابسته است. مقطع نوری در زمینه‌هایی مانند لیدار مفید است. در زمینه رادار به این سطح مقطع راداری می‌گویند. اشیایی مانند پلاک خودروها دارای سطح مقطع نوری بالایی هستند تا بازگشت لیزر به تفنگ آشکارساز سرعت را به حداکثر برسانند.

## آینه تخت
مقطع نوری یک آینه تخت با بازتابندگی معین در یک طول‌موج خاص {\displaystyle r(\lambda )} را می‌توان با فرمول بیان کرد
{\displaystyle {\mbox{OCS}}=r(\lambda ){\frac {D^{4}}{1.4876\lambda ^{2}}}}
که {\displaystyle D} قطر سطح مقطع است. توجه داشته باشید که جهت نور باید عمود بر سطح آینه باشد تا این فرمول معتبر باشد، در غیر این صورت بازگشت از آینه دیگر به منبع آن بازنمی‌گردد.
به منظور به حداکثر رساندن بازگشت از یک بازتابنده گوشه‌ای استفاده می‌شود. هم‌ترازی یک بازتابنده گوشه‌ای با توجه به منبع به اندازه هم‌ترازی یک آینه تخت مهم نیست.

## سایر افزاره‌های نوری
سطح مقطع نوری به سطوح بازتابنده محدود نمی‌شود. افزاره‌های نوری مانند تلسکوپ و دوربین‌ها مقداری از شار نوری را به منبع برمی‌گردانند، زیرا دارای تجهیزات اپتیکی هستند که مقداری نور را بازتاب می‌کنند. سطح مقطع نوری دوربین می‌تواند در طول زمان به دلیل باز و بسته شدن شاتر دوربین تغییر کند.